# 無動寺 (大津市)
無動寺（むどうじ）は、滋賀県大津市にある天台宗の寺院。比叡山にある総本山延暦寺東塔無動寺谷の塔頭。山号は比叡山。本尊は不動明王。正式には無動寺明王堂といい、延暦寺五大堂の一つで千日回峰行の拠点である。無動寺は東塔の一谷ではあるが別格で「南山」と呼ばれている。
無動寺谷には明王堂の他にも大乗院、法曼院、弁天堂などがある。

## 歴史
平安時代前期の貞観7年（865年）に、延暦寺の僧で千日回峰行の始祖として知られている相応和尚（建立大師）によって創建された。
元慶6年（882年）に陽成天皇の勅により無動寺は天台別院（天台南岳別院）となっている。
院政期に住持になった寛慶がその地位を高めて東塔から自立すると、無動寺は東塔・西塔・横川に匹敵する発言力を持つようになった。寛慶は当時の天台座主仁豪の座主への権力集中に反対する勢力の中心となり、永久の強訴の際には清水寺破却に対する仁豪の責任を追及して延暦寺内で内紛を起こしている。後に寛慶は天台座主に補された。
寛慶の後を継いだ天台座主行玄は自らの拠点を青蓮院に移す。それがやがて後の「青蓮院門跡」のルーツとなっていく。
元亀2年（1571年）9月に織田信長による比叡山焼き討ちで全焼するが、その後天正年間（1573年 - 1592年）に再建されている。
天保14年（1843年）に大火によって焼失するが、しばらくして再建された。
無動寺明王堂の本尊・不動明王に仕える僧侶「輪番」は、千日回峯行を満行した大阿闍梨か回峯行中の阿闍梨が勤めることとなっている。 
葛川明王院は当寺の奥の院である。

## 境内
- 明王堂 - 本堂。本尊の不動明王像は相応が葛川明王院の東にある三ノ滝で不動明王を感得した際、自ら彫り上げたものであるという。
- 客人宮
- 相応和尚像
- 鐘楼
- 庫裏

## 前後の札所
近畿三十六不動尊霊場
25 円満院　-　26 無動寺明王堂　-　27 葛川息障明王院

## 現地情報
所在地
- 滋賀県大津市坂本本町4220

交通アクセス
- 最寄駅：比叡山鉄道線ケーブル延暦寺駅下車後、南へ徒歩約10分